# André Azevedo
André de Azevedo (São José dos Campos,  8 de julho de 1959) é um piloto brasileiro de rali em motos e caminhões. Foi um dos primeiros pilotos brasileiros a participar do rali Dakar, em dupla com Klever Kolberg.  Azevedo ganhou 10 etapas do Dakar com caminhões Tatra e alcançou a sua melhor marca pessoal no Rali Dakar 2003 com o 2º lugar.
Seu irmão, Jean Azevedo, também é destaque em competições off road dentro e fora do Brasil.

## Resultados do Rally Dakar
| Ano  | Classe                                                    | Veículo                                                   | Posição                                                   | Etapas vencidas                                           |
| ---- | --------------------------------------------------------- | --------------------------------------------------------- | --------------------------------------------------------- | --------------------------------------------------------- |
| 1988 | Motocicletas                                              | Yamaha                                                    | NF                                                        | 0                                                         |
| 1989 | Não participou                                            | Não participou                                            | Não participou                                            | Não participou                                            |
| 1990 | Motocicletas                                              | Yamaha                                                    | 22º                                                       | 0                                                         |
| 1991 | Motocicletas                                              | Yamaha                                                    | 21º                                                       | 0                                                         |
| 1992 | Não participou                                            | Não participou                                            | Não participou                                            | Não participou                                            |
| 1993 | Motocicletas                                              | Yamaha                                                    | 9º                                                        | 0                                                         |
| 1994 | Motocicletas                                              | Yamaha                                                    | 15º                                                       | 0                                                         |
| 1995 | Não participou                                            | Não participou                                            | Não participou                                            | Não participou                                            |
| 1996 | Motocicletas                                              | KTM                                                       | 9º                                                        | 0                                                         |
| 1997 | Motocicletas                                              | KTM                                                       | 15º                                                       | 0                                                         |
| 1998 | Não participou                                            | Não participou                                            | Não participou                                            | Não participou                                            |
| 1999 | Caminhões                                                 | Tatra                                                     | 3º                                                        | 2                                                         |
| 2000 | Caminhões                                                 | Tatra                                                     | 4º                                                        | 2                                                         |
| 2001 | Caminhões                                                 | Tatra                                                     | NF                                                        | 1                                                         |
| 2002 | Caminhões                                                 | Tatra                                                     | 10º                                                       | 3                                                         |
| 2003 | Caminhões                                                 | Tatra                                                     | 2º                                                        | 2                                                         |
| 2004 | Caminhões                                                 | Tatra                                                     | 6º                                                        | 0                                                         |
| 2005 | Caminhões                                                 | Tatra                                                     | NF                                                        | 0                                                         |
| 2006 | Caminhões                                                 | Tatra                                                     | 4º                                                        | 0                                                         |
| 2007 | Caminhões                                                 | Tatra                                                     | 5º                                                        | 0                                                         |
| 2008 | Evento cancelado– substituído pelo Rali da Europa Central | Evento cancelado– substituído pelo Rali da Europa Central | Evento cancelado– substituído pelo Rali da Europa Central | Evento cancelado– substituído pelo Rali da Europa Central |
| 2009 | Caminhões                                                 | Tatra                                                     | 6º                                                        | 0                                                         |
| 2010 | Caminhões                                                 | Tatra                                                     | DNF                                                       | 0                                                         |
| 2011 | Caminhões                                                 | Tatra                                                     | DNF                                                       | 0                                                         |
| 2012 | Caminhões                                                 | Tatra                                                     | 8º                                                        | 0                                                         |